# Thimo von Colditz
Thimo von Colditz († 26. Dezember 1410 in Meißen) war von 1399 bis 1410 Bischof des Bistums Meißen (Metropolitanverband des Erzbistums Magdeburg).
Thimo stammte aus der Familie von Colditz. Er war ein Sohn von Volrad von Colditz, ein Neffe von Withego II. von Colditz und Anna, eine geborene von Kittlitz, eine Schwester von Johann III. von Kittlitz. Der Vater löste die Herrschaft Colditz aus der Markgrafschaft Meißen heraus und unterstellte sich dem luxemburgischen Kaiser. Sein Bruder Heinrich machte dem Kloster Buch mehrere Stiftungen.
Als Bischof sah er sich von Markgraf Wilhelm II. durch dessen Einfluss bei Papst Bonifaz IX. in seiner Entscheidung beschnitten, dieser förderte aber auch die Fertigstellung des Meißner Doms, der 1401 von Thimo die Schlussweihen erhielt.
Thimo wurde im Meißner Dom bestattet. Sein Grabmal ist eine Sandsteinplatte und zeigt den Bischof unter einem Baldachin, dazu die Wappen des Bistums und der Familie von Colditz.